# Archosaur Games
Archosaur Games（アーキサウルゲームス、祖龍娯楽有限公司、本社：中華人民共和国北京市）は、モバイルアプリゲームの開発と運営事業を主とする企業である。全世界で2000万ダウンロードを突破した『コード:ドラゴンブラッド』の開発元として知られている。

## 概要
Archosaur Gamesは、創業されて以来、豊富な業界経験、鋭い市場洞察力と優れた技術力で技術変化をリードしてきた。
会社の前身が1997年に設立された祖龍スタジオであり、PCゲーム、オンラインゲーム、ウェブゲーム、モバイルアプリゲームなど各PF時代にまたがってきた20年以上のゲーム開発歴を持っている。
2014年に、ゲームそのものの開発にもっと集中するために、「Archosaur Games」はスタジオから法人会社として正式に設立され、会社経営の軸足はモバイルアプリゲーム分野におけるゲーム開発とグローバルパブリッシング事業にシフトした。本社は北京に置き、1400人以上の規模になっており、うちハイエンドのR&D要員が全体の約85%を占めている。
「Archosaur Games」は設立されて以来、中国のモバイルアプリゲーム業界に先駆けた先進的な取り組みを数多く創出し、業界代表的な高品質ゲームを続々と開発してきた。
新規ゲームを続々発表する一方で、バグや不正者が多数発生するも長期間対応せずに放置するなど、運営としての対応に疑問が残る。

## 沿革
1997年 - 祖龍スタジオが設立された。
2014年10月28日 - Archosaur Games Inc（祖龍娯楽有限公司）が設立された。
2020年4月9日 - Archosaur Gamesが開発し、テンセントゲームズが送る、最新ゲームエンジン「Unreal Engine 4」を採用したなんでもできる超大作MMORPG『コード:ドラゴンブラッド（CODE:D-Blood）』がリリースされた。正式配信と共に、App Store/ Google Play無料ダウンロードランキングで1位を獲得した。
2020年7月15日 - 香港証券取引所で株式公開、上場した。
2021年3月31日 - Archosaur Gamesが開発した三国志をテーマとする次世代ストラテジーRPG『今三国志』がリリースされた。配信初日でiOS無料ゲームランキング3位、ストラテジーゲーム1位を獲得した。
2021年9月30日 - Archosaur Gamesが東京ゲームショウ2021 オンラインに出展した。